# Margat
Margat, tal com era coneguda pels croats, o Màrqab, al-Markab o al-Marqab (àrab: قلعة المرقب, qalʿat al-Marqab, literalment ‘castell de la Talaia’) és una fortalesa situada a uns 6 quilòmetres al sud del port de Balanea, a la costa de Síria, una de les majors places fortes dels hospitalers, a uns 2 km de la costa. Fou restaurat el 2007, ja que es trobava en molt mal estat. Es troba a una altura de 362 metres a un contrafort del Djabal Ansariyya. El nom deriva de l'arrel rakaba (observar, vigilar) i apareix també com Hisn Markab, Mar Kaban i altres variants.

## Descripció
La fortalesa de Margat ocupa un esperó rocós que domina tot el litoral, cosa que explica el seu nom en àrab. Les muralles dibuixen un triangle més o menys equilàter amb 600 metres de costat. La punta del triangle es dirigeix cap al sud i és on es troba la torre de l'homenatge amb 29 metres de diàmetre, cosa que fa que sembli la proa d'un vaixell.
Hi ha un mur que uneix Margat amb la torre anomenada Burj as-Sabi pràcticament sobre la costa. Aquest bastió feia la funció de punt de duana entre dos estats croats, el Principat d'Antioquia i el Comtat de Trípoli.
La fortalesa tenia un avantatge sobre el Crac dels Cavallers, que era no dependre completament de l'arribada de l'aigua per un aqüeducte, ja que hi havia cisternes d'aigua i pous, com el que encara es pot veure al pati. La capella la van construir els hospitalers cap al 1186. El 1270 l'entrada principal es va establir a la barbacana, al mig del front oest. S'hi accedeix per una escala de pendent suau i per un pont.

## Història

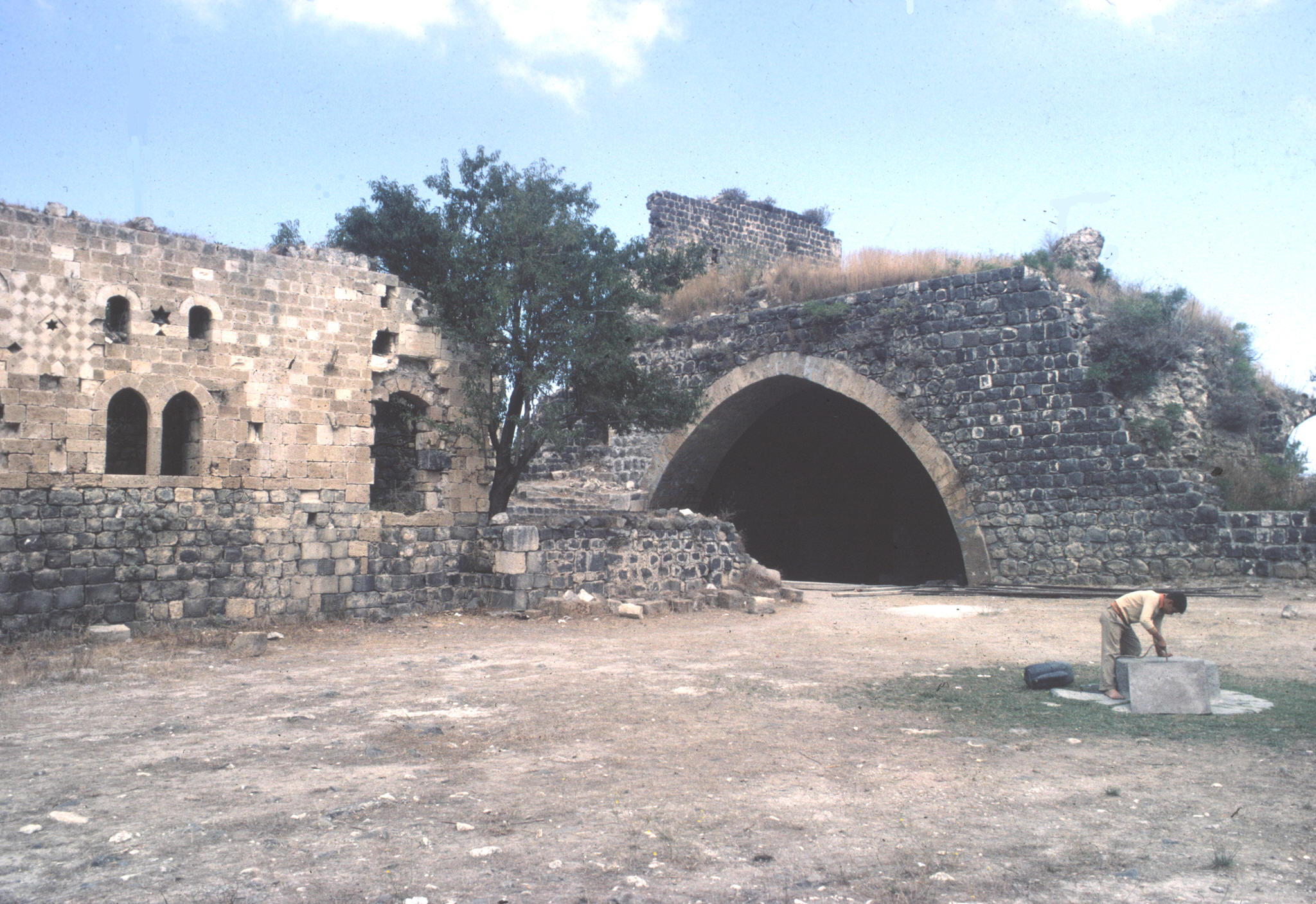
El pati del castell, les reconstruccions otomanes es van fer en pedra calcària blanca sobre els basaments de basalt.

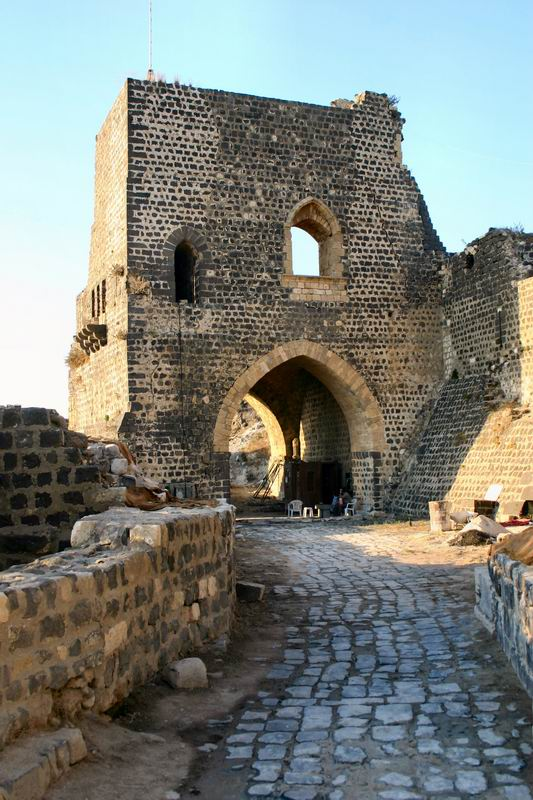
Entrada a la fortalesa

Hauria estat construïda per un cabdill musulmà local el 1062 amb la finalitat d'aturar la progressió romana d'Orient des d'Antioquia de l'Orontes cap al sud. El 1101 dominaven la regió els Banu Muhriz, que tenien també el castell de Cadmus, i el 1104 els romans d'Orient van fer una expedició per la costa en què l'almirall Cantacuzè fou derrotat davant la ciutadella de Ladhakiyya, i llavors (després de la victòria croada a Haran) va desembarcar a Baniyas i va ocupar la fortalesa, i altres fortaleses com Safita i Djabala. Va passar a mans de Trancred d'Hauteville príncep de Galilea i regent del Principat d'Antioquia el 1109.
El 1113 la frontera del Principat d'Antioquia arribava fins a Margat però a causa de les males collites Ibn Muhriz la va poder ocupar el 1116/1117 i com que no tenia mitjans per defensar-la la va oferir a Dhàhir-ad-Din Tughtikín de Damasc que va enviar al cadi Ibn Sulayha, antic governador de Djabala, com a conseller. Roger d'Antioquia havia signat una treva amb Lulu al-Yahya d'Alep, i lliure per aquest costat, es va llançar sobre Margat ajudat pel comte Ponç de Trípoli, però després d'una baralla entre els dos homes, el setge fou abandonat. No gaire després, Tughtikín va negociar l'entrega de la fortalesa a canvi de Rafanea i el final dels atacs a Hamat i Homs, intercanvi que no es va concretar; Ibn Muhriz va resistir l'atac de Reinald Mazoyer, conestable del Principat d'Antioquia que dominava Banias; finalment Ibn Muhriz va entregar el castell a Mazoyer a canvi de poder-hi residir, però al cap de 25 dies el croat li va donar a canvi la fortalesa de Manika, al Jabal Bahra. La fortalesa controlava un territori que arribava fins a Abu Kubays i la vila de Ghabd. A Marqa (ara Margab) s'hi van establir colons armenis i francs.
Mazoyer va tenir dificultats després de la mort de Roger d'Antioquia en la batalla d'Ager Sanguinis (camp de la sang) a Sarmada (28 de juny de 1119) però se'n va sortir, però durant els conflictes entre Antioquia i Trípoli (entre 1030 i 1040) fou ocupada pels musulmans, sent recuperada el 1140 per Renald II Mazoyer mitjançant un engany. La fortalesa fou reforçada.
Fou afectada per un terratrèmol el 29 de juny de 1170 i vers 1186 els danys s'havien restaurat. El 1181 Bohemon III d'Antioquia fou excomunicat pel patriarca llatí Eimeric de Llemotges; els partidaris del patriarca es van aixecar i entre ells Renald II Mazoyer que va acollir al patriarca a Margat. Degut a les despeses que causava, Renald II va haver de vendre la fortalesa a l'Orde de l'Hospital diversos dominis entre els quals estaven les terres d'Al-Rudj, entre Antioquia i Afamiya. A la mort de Renald II, el seu fill Bertran Mazoyer el va succeir i, no podent mantenir la fortalesa, sota consell d'Eimeric de Llemotges, la va donar a Roger de Moulins, gran mestre de hospitaler, junt amb les seves dependències (Banias, Cadmus, Ulayka i Abu Kubays) que eren pràcticament equivalents al bisbat de Valènia (Banias) depenent de l'arquebisbat d'Apamea. El 30 de juny del 1186 el papa Urbà III va designar com a senescal un cavaller conegut com a "germà Enric".
El 1188 el bisbe d'Apamea i el de Valènia es van haver de refugiar al castell i amb la seva victòria a Hittin, Saladí va decidir reconquerir Síria. El juliol del 1188, venint de Tartus, va passar davant Margat però la flota normanda manada per Margarit de Brindisi era al port i Saladí va seguir ruta al nord construint una defensa a la costa per protegir-se dels trets disparats des dels vaixells. Només Antioquia ciutat i Margat van quedar pels croats a la fi de la campanya de Saladí.
Isaac Comnè, proclamat emperador a Xipre el 1184, i que no ajudava als croats, fou fet presoner en la batalla de Tremithoussia el 31 de maig del 1191 per Ricard Cor de Lleó que el va enviar presoner a Margat, on va restar fins a la mort el 1195. Mercès als tributs imposats als assassins (ismaïlites) de Jabal Bahra i als recursos de l'orde, els hospitaler van poder arranjar les defenses de Margat el 1192 i junt amb Hisn al-Akrad fou una de les claus de les defenses croades (que incloïen Akkar, Arka, Kulayat, Safita o Castell-Blanc, Urayma, Calat Yahmur o Castell-Roig, Tartus i diverses posicions secundàries que unien aquestes places entre elles). El 1204 es va fer a Margat el capítol general de l'Orde de l'Hospital amb assistència del gran mestre. Per aquest temps va començar el conflicte amb el príncep aiubida d'Alep adh-Dhàhir ibn Salah-ad-Din que fou atacat diveses vegades el 1203, el 1205 i el 1205. Aquest emir va enviar un exèrcit contra Margat, i va destruir dues torres, però quan el comandant morí tocat per una fletxa, es van retirar. El 1212 Wilbrand d'Oldenburg descriví la fortalesa i esmentà que el Vell de la Muntanya (el cap dels ismaïlites) i el soldà d'Alep pagaven un tribut anual de dos mil marcs i que hi havia mil persones a més de la guarnició, els quals tenien provisions per cinc anys. La seu episcopal de Valènia s'havia traslladat a Margat; el port permetia el desplaçament per mar cap a Antioquia evitant el tram de la costa que estava en poder dels musulmans.
Diversos geògrafs musulmans i algun viatger occidental l'esmenten als segles xii i xiii i parlen de la seva importància militar. El 1216 Jaume de Vitry, enviat del papa Honori III a predicar la cinquena croada, va estar a Margat. El setembre del 1217 va desembarcar Andreu II d'Hongria però va patir una greu derrota al Mont Tabor, a primers de desembre del 1218, que el faria retornar a Europa, però abans de marxar va fer una donació pel manteniment de les defenses de Margat. A primers del 1218 el castellà de Margat havia imposat el seu domini a Djabala que va haver de pagar tribut. El 1229 els hospitalers van negar suport a l'emperador Frederic II del Sacre Imperi Romanogermànic que estava excomunicat. El febrer del 1231 Margab fou atacada per les forces d'al-Aziz ibn adh-Dhàhir emir d'Alep, però a la primavera es va ajustar una treva. El 1242, ja acabada la treva, el gran mestre Pere de Vieille Bride, va atacar territori alepí des de la base de Margat.
A partir del 1261 Bàybars I va començar atacs contra les fortaleses de l'Hospital, que tenien dificultats pel seu manteniment. El gran mestre Hug Revel va fer una crida als estats europeus, la qual quedà sense resposta. El 1267 finalment es va signar una treva de deu anys i deu mesos entre Hug Revel i Bàybars I, a costa de pagar un tribut, sent garant el naib del sultà a Homs. El 1268 Bàybars va ocupar Antioquia, i tot seguit Djabala i Ladhakiyya, i el 1270 va devastar la rodalia de Margat i de Hisn al-Akrad (el Crac dels Cavallers) i aquesta fou ocupada la primavera del 1271. Hug Revel va intentar renegociar la treva de 10 anys amb la mediació de l'emir Sayf al-Din Balaban al-Dawadar, i a canvi va haver de cedir la meitat de la regió costanera de Tartus, Al-Markab i Baniyas i amb la condició de no construir noves fortaleses.
L'octubre del 1279, aprofitant el conflicte per l'accés al poder de Qalàwun, els hospitalers van fer una ràtzia a la Bekaa però atacats pels musulmans van girar cua i en arribar a la costa els van enfrontar i els van derrotar. Després de refusar als armenis aliats als mongols, el sultà va encarregar a l'emir Sayf al-Din Balaban al-Tabbakhi, governador d'Homs i d'Hisn al-Akrad, d'assetjar Margat amb 7000 homes; el febrer del 1281 els assetjats, que només tenien 220 cavallers i 200 infants, van fer una sortida i van rebutjar els atacants als quals van causar fortes pèrdues, mentre que els croats només van perdre un cavaller i dotze soldats. El 13 de maig del 1281 es va ajustar una treva per deu anys i deu mesos entre Qalàwun i el gran mestre que ara era Nicolau Lorgne. El setembre del 1281 els mongols de Pèrsia van envair Síria i Qalàwun els va poder rebutjar, el mes següent, a Homs (on els croats tenien un contingent lluitant al costat dels il-kànides). A l'octubre o novembre Lorgne va escriure a Eduard I d'Anglaterra demanant ajut. Era evident que el sultà reaccionaria contra aquest ajut als mongols, però Qalàwun no en va fer res fins al 1285 quan va reunir en secret un exèrcit a Damasc amb material de setge, que es va presentar a Margat el 17 d'abril del 1285. El setge va durar 38 dies i els miners sapadors musulmans van construir diverses galeries sota els murs; una mina va causar l'ensorrament d'un angle situat a prop de la Torre de l'Esperó, al sud, que va causar el pànic entre els assaltants els quals es van retirar temporalment el 23 de maig; però els croats en veure les galeries ja excavades van renunciar a la lluita i l'emir Fakhr al-Din Mukri en va rebre la rendició; Qalàwun va acordar l'aman als defensors hospitalers que van poder marxar amb tot allò que podien dur, i va entrar al castell el 25 de maig. Va fer restaurar les defenses i hi va deixar una forta guarnició. Els croats es van dirigir a Tartus i després a Arwad, i finalment a Xipre. En el tractat de juny del 1285 entre Qalàwun i el rei Lleó III d'Armènia Menor, ja s'inclou Al-Markab entre les possessions del sultà mameluc, com una niyaba dependent de la mamlaka de Tarabulus. Uns anys després la va visitar Ibn Battuta però només va poder estar al poble a l'exterior perquè l'entrada al castell estava prohibida. Al final del segle xiv estava governada per un naib (que era emir de 20), wali dels districtes orientals i vigilant per un possible atac des de Xipre que només era a un dia de navegació. Sota els mamelucs burjites fou una presó i hi van estar nombrosos emirs importants, alguns dels quals van arribar a ocupar després altre cop càrrecs elevats.
Fakhr al-Din II del Líban va restaurar una mica el castell després del 1618, però després va quedar abandonat i es va deteriorar progressivament. Va restar en mal estat fins que el 2007 s'hi van iniciar obres de restauració.